# Сиди-Брахим
Сиди-Брахим — небольшая коммуна в алжирском вилайете Сиди-Бель-Аббес. Известна благодаря производимым там винам одноимённой серии и сражении, произошедшем между французскими колонистами и местными повстанцами в 1845 году в ходе французского завоевания Алжира. В период существования Римской империи на месте нынешней коммуны располагался город Бенселла, входивший в состав провинции Африка.